# Antonio Squarcialupi

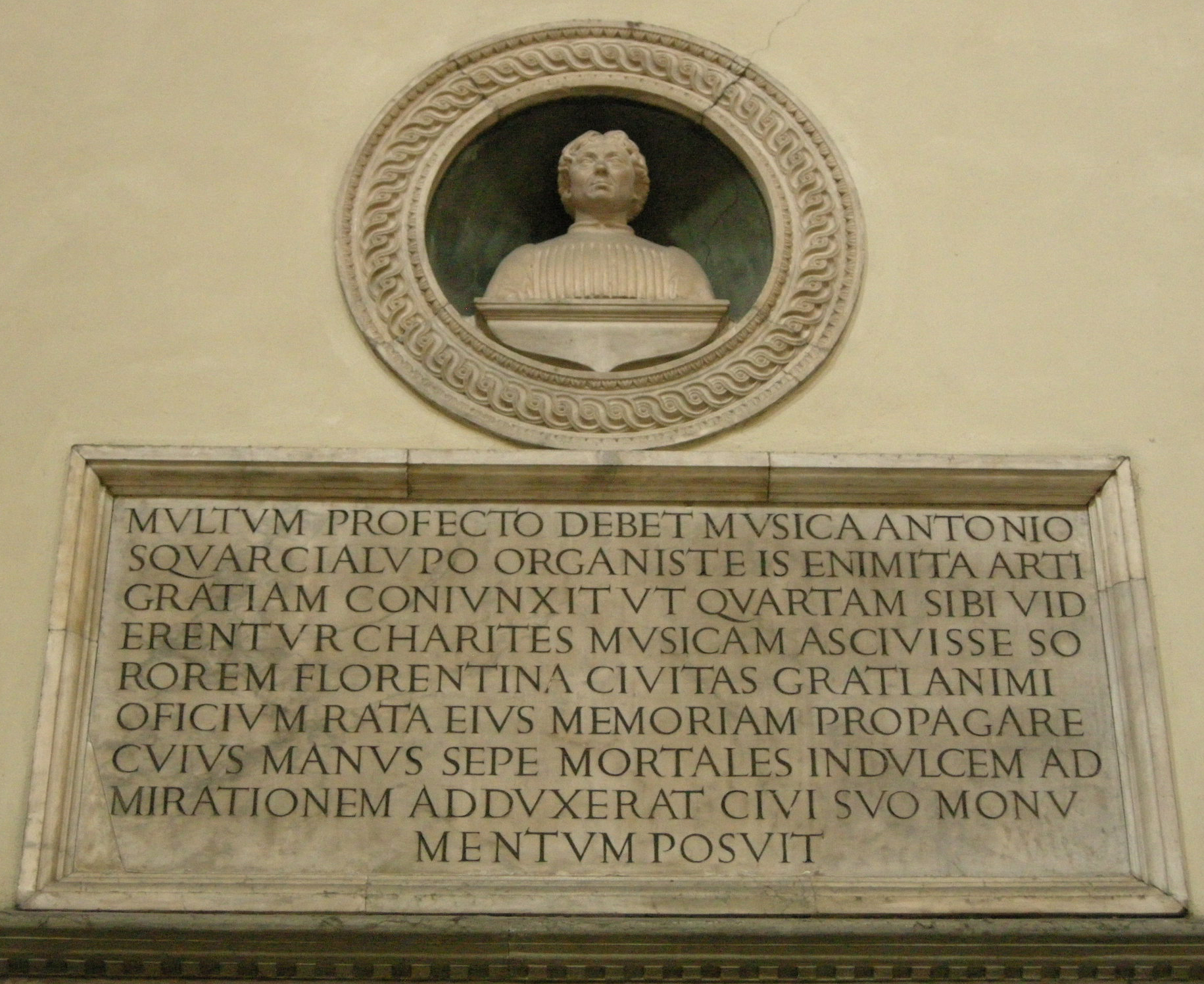
Busto e epigrafe in Santa Maria del Fiore, rispettivamente opera di Benedetto da Maiano e Agnolo Poliziano

Antonio Squarcialupi (Firenze, 27 marzo 1416 – 6 luglio 1480) è stato un organista italiano.

## Biografia
Antonio Squarcialupi o Schuarcialupi come si legge in antichi manoscritti citati dal Casamorata, soprannominato Antonio degli organi per via della sua bravura su questo strumento, nacque a Firenze, negli ultimi anni del XIV secolo o nei primi del XV, da un'antica e nobile famiglia. Lorenzo il Magnifico lo prese al suo servizio come uno dei più famosi organisti e forse il più abile della sua epoca. Squarcialupi fu in seguito anche organista per la cattedrale di Firenze, Santa Maria del Fiore.
Nella sua Firenze illustrata, Casamorata dice che gli stranieri venivano d'ogni parte a Firenze per avere il piacere di ascoltare questo grande artista. Vossius sostiene che questo musicista sia morto nel 1430, ma tale data non è esatta, perché Lorenzo il Magnifico non nacque che nel 1448 e la chiesa di Santa Maria del Fiore fu consacrata solo nel 1435. La data della sua morte deve essere quindi fissata, al più tardi, nel 1475. Il senato di Firenze onorò la memoria di questo artista celebre, dedicandogli un busto con un'iscrizione onoraria dentro la cattedrale fiorentina, riportata da Poccianti e che è la seguente:
Burney, che visitò Firenze nel 1770, afferma che il busto era sparito e che ne restava solo l'iscrizione, ma il Casamorata ci assicura che si trova ancora al suo posto, a sinistra, dal lato settentrionale della chiesa, di fronte a quello di Brunelleschi, architetto della cupola. Il busto secondo Richa (Notizie storiche delle chiese di Firenze), sarebbe l'opera di Benedetto da Maiano, che l'avrebbe eseguito per ordine di Lorenzo de' Medici stesso il quale sarebbe l'autore dell'iscrizione.

## Considerazioni sull'artista
Il talento di Squarcialupi, benché unanimemente ribadito da più e più testimonianze illustri, non ci è però mai stato tramandato nel dettaglio, né analizzato nello specifico dell'arte musicale in termini di esecuzione, è però ragionevole supporre in questo musicista una discreta forza necessaria per abbassare i tasti dell'organo che presentavano, in quel secolo, ancora una certa durezza, al confronto di quelli di altri strumenti a tastiera, per la natura meccanica differente ed una agilità fuori dal comune per compensare la sgradevolezza del timbro e la carenza di registri degli organi sui quali era solito esibirsi, tutte difficoltà che erano ben presenti agli intenditori di musica. Valori riporta che un giorno si criticò il talento di Squarcialupi come esecutore in presenza di Lorenzo de' Medici il quale replicò "Se voi sapeste quanto sia difficile eccellere in una qualunque arte, parlereste con più rispetto".

## Opere
Non si è ritrovato nulla, fino ad oggi, delle opere di queste celebre esecutore. Negri, nella sua Istoria dei fiorentini scrittori, dice che si conservava ai suoi tempi, nella Biblioteca Palatina a Firenze, un manoscritto contenente musica composta da Squarcialupi e un altro di composizioni diverse in sua lode. Questo è il celebre Codice Squarcialupi, che confluì, come il resto dei manoscritti della biblioteca di Palazzo Pitti, nella Biblioteca Medicea Laurenziana, dove Casamorata lo rinvenne sotto la classificazione LXXXVII. È stato constatato che non contiene neppure una nota di Squarcialupi e che è una raccolta di canzoni messe in musica da almeno 12 diversi compositori del XIV secolo, l'unica di tale periodo che esuli dalla musica sacra.
Il Codice Squarcialupi è quindi fondamentale per la conoscenza dell'ars nova ed i musicisti citati all'interno sono:
- Jacopo da Bologna
- Bartolino da Padova
- Giovanni da Cascia
- Grazioso da Padova
- Donato da Firenze
- Gherardello da Firenze
- Niccolò da Perugia
- Matteo da Perugia
- Giovanni da Genova
- Giovanni Cicogna da Liegi
- Vincenzio da Rimini
- Zacara da Teramo
- Lorenzo Masini
- Paolo Tenorista
- Francesco Landino
- Antonello da Caserta
- Corrado da Pistoia
- Andrea da Firenze
- Egidio di Francia
- Guglielmo di Francia
- Andrea dei Servi
- Giovanni Mazzuoli
- Bartolomeo da Bologna

Essendo appartenuto a Squarcialupi porta, sul primo foglio, in grandi caratteri gotici: Questo libro è di Antonio Squarcialupi horganista in Sancta Maria del Fiore; questo forse ha ingannato Negri nel ritenere che la raccolta contenesse sue proprie composizioni.